# كيلي يونغ
كيلي يونغ (بالإنجليزية: Kelli Young)‏ هي مغنية بريطانية، ولدت في 7 أبريل 1981 في دربي في المملكة المتحدة.

## وصلات خارجية
- كيلي يونغ على موقع IMDb (الإنجليزية)
- كيلي يونغ على موقع ميوزك برينز (الإنجليزية)
- كيلي يونغ على موقع ديسكوغز (الإنجليزية)
- كيلي يونغ على موقع قاعدة بيانات الفيلم (الإنجليزية)